# Capeneralus lobatus
Capeneralus lobatus är en insektsart som beskrevs av Capener 1954. Capeneralus lobatus ingår i släktet Capeneralus och familjen hornstritar. Inga underarter finns listade i Catalogue of Life.